# كيلي غوف
كيلي غوف (بالإنجليزية: Keli Goff)‏ هي صحفية الرأي وكاتبة سيناريو أمريكية، ولدت في 20 يوليو 1979.

## وصلات خارجية
- كيلي غوف على موقع IMDb (الإنجليزية)
- كيلي غوف على موقع قاعدة بيانات الفيلم (الإنجليزية)